# St. Michael (Schwanberg)

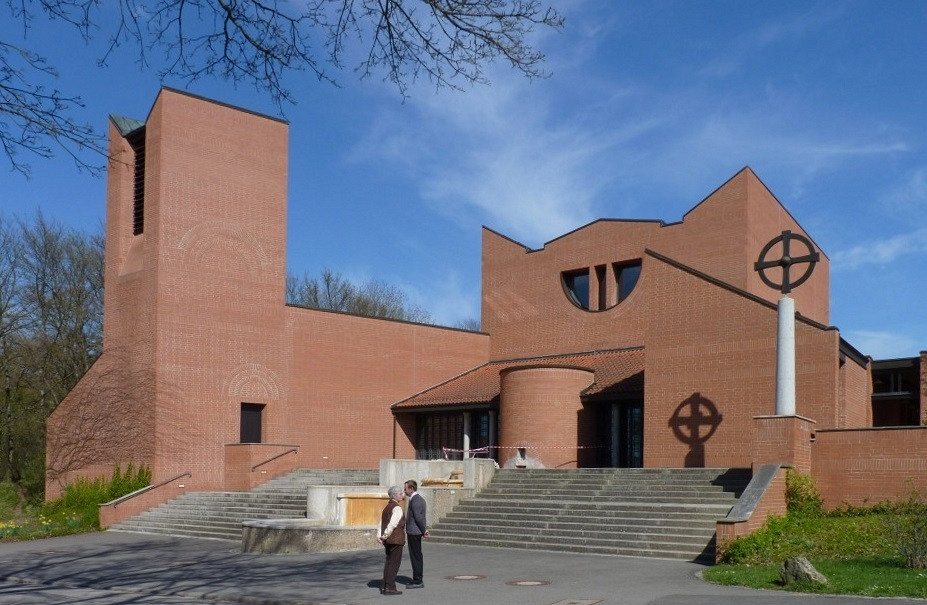
St. Michael, Schwanberg

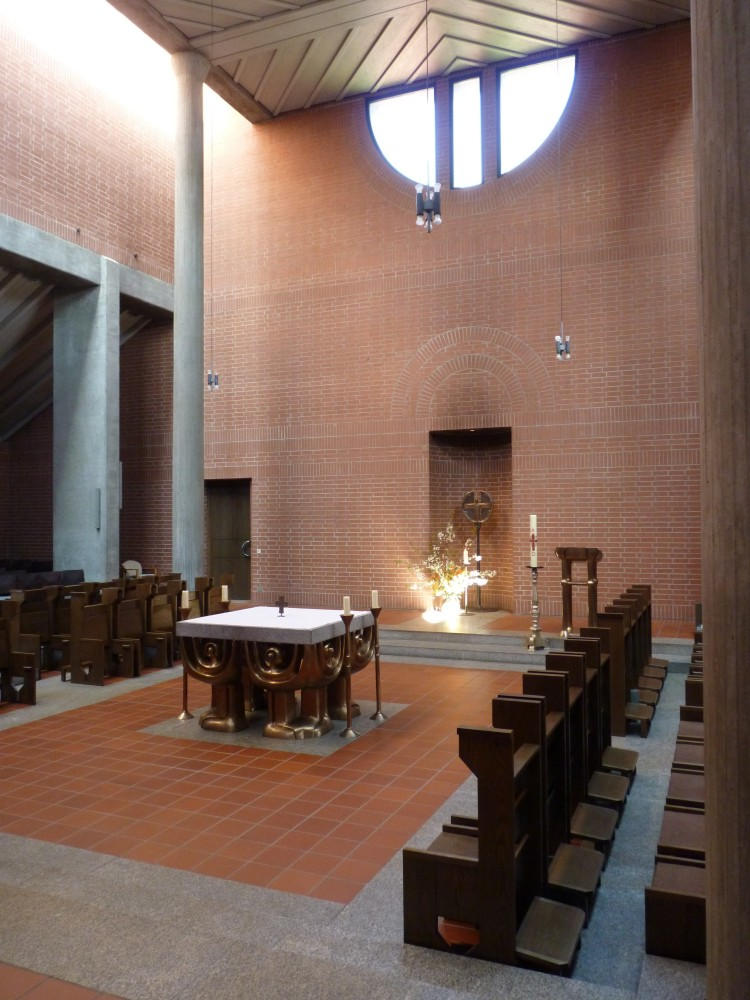
Inneres: Altar und Chorgestühl

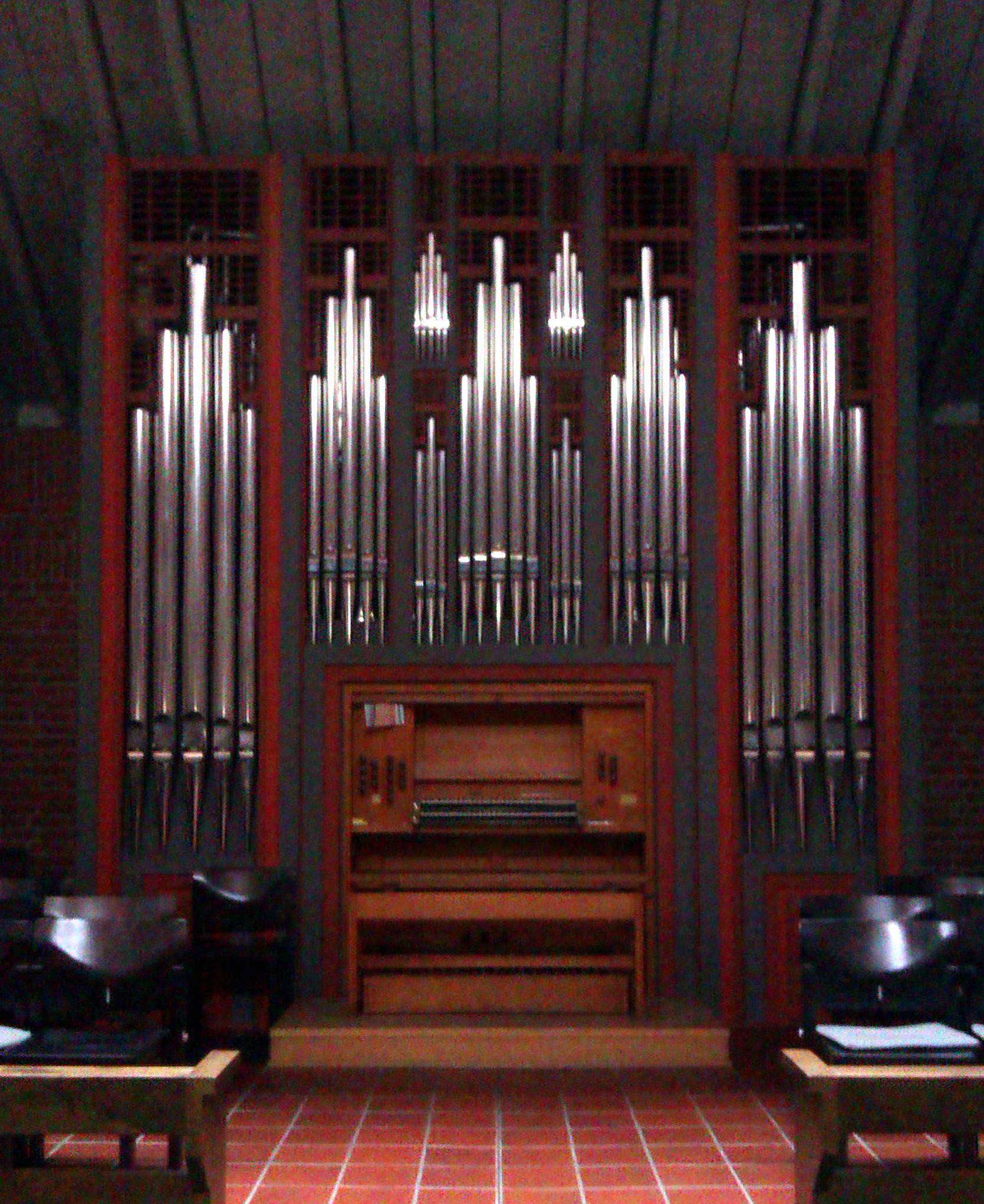
Prospekt mit Spielfenster der Rieger-Orgel in der Nordkonche

Die Kirche St. Michael auf dem Schwanberg bei Rödelsee im unterfränkischen Landkreis Kitzingen ist die Ordenskirche der evangelisch-lutherischen Communität Casteller Ring und Kirche des Geistlichen Zentrums auf dem Schwanberg. Das Gotteshaus mit dem Patrozinium des Erzengels Michael wurde 1986–1987 nach Plänen von Alexander von Branca erbaut.

## Geschichte
Nach den Anfängen in den Kriegs- und Nachkriegsjahren hatte sich die evangelische Frauenkommunität auf Schloss Schwanberg in den 1970er Jahren so weit konsolidiert, dass Planungen für eine eigene Kirche begannen. Mit dem Entwurf wurde der Kirchenarchitekt Alexander von Branca beauftragt. Nach der Grundsteinlegung 1986 wurde am 24. Mai 1987 die Kirchweihe gefeiert.

## Architektur und Ausstattung
Die Baugestalt der Kirche ist inspiriert von den alttestamentlichen Beschreibungen des Tempels und vom Neuen Jerusalem der Johannesoffenbarung. St. Michael besteht aus einem annähernd quadratischen Hauptschiff, flankiert von zwei halbhohen Seitenschiffen. Diese setzen sich nach Westen über die Portalfront hinaus in zwei Meditationskapellen fort. Zwischen den Treppenaufgängen strömt Wasser aus der Westkonche in ein Brunnenbassin. Die Dächer des Hauptschiffs und des an die Nordkapelle anschließenden gedrungenen Glockenturms sind an den Seiten aufsteigend gestaltet wie Arme in Orantenhaltung oder wie Flügel. In der Mitte des Hauptschiffs steht der quadratische Altar, eine von acht bronzenen Cheruben getragene Granit-Mensa aus dem Steinbruch des KZ Flossenbürg. Ikonen im Inneren und ein Keltenkreuz vor der Südkapelle, das Zeichen der Kommunität, setzen zugleich ökumenische Akzente. Südlich an die Kirche ist der Kreuzgang angefügt.
In die Nordseite des Innenraums fügt sich die 1993 von der österreichischen Orgelbaufirma Rieger gebaute Orgel mit 17 Registern auf zwei Manualen und Pedal farblich und stilistisch in das architektonische Konzept ein.

### Glocken
Die Kirche besitzt vier Glocken, von denen drei von 1987 und eine von 1965 stammen.
|          | Name         | Gießer                     | Gussjahr | Inschrift                                                                                                 | SCHLAGTON |
| -------- | ------------ | -------------------------- | -------- | --- | --------- |
| Glocke 1 | Christus     | Karlsruher Glockengießerei | 1987     | Dem, der auf dem Trohn sitzt und dem Lamme sei Ehre und Lob und Preis und Gewalt von Ewigkeit zu Ewigkeit | h1        |
| Glocke 2 | Heilig-Geist | F. W. Schilling            | 1965     | Sende aus deinen Geist,und du erneuerst das Angesicht der Erde.                                           | d2        |
| Glocke 3 | Gottesdienst | Karlsruher Glockengießerei | 1987     | Dem Gotteslob nichts vorziehen                                                                            | e2        |
| Glocke 4 | Lobesglocke  | Karlsruher Glockengießerei | 1987     | Lobe den Herren,all ihr Engel,lobet ihn all sein Heer!                                                    | g2        |